# (66454) Terezabeatriz
(66454) Terezabeatriz est un astéroïde de la ceinture principale.

## Description
(66454) Terezabeatriz est un astéroïde de la ceinture principale. Il fut découvert le 3 août 1999 à l'observatoire Wykrota par Cristóvão Jacques et Luiz Henrique Duczmal. Il présente une orbite caractérisée par un demi-grand axe de 2,53 UA, une excentricité de 0,27 et une inclinaison de 11,5° par rapport à l'écliptique.